# Hyas
Hyas is een geslacht van spinkrabben.

## Soortenlijst
- Hyas alutaceus Brandt, 1851
- Hyas araneus (Linnaeus, 1758) (Gewone spinkrab)
- Hyas coarctatus Leach, 1815 (Rode spinkrab)
- Hyas lyratus Dana, 1851
- Hyas ursinus Rathbun, 1924